# Cinolazepám
A cinolazepám az 1,4-benzodiazepinek csoportjába tartozó készítmény kifejezett hipnotikus hatással. A farmakológiai vizsgálatok jelentős alváshosszabbító hatást, ugyanakkor elenyésző szedatív és izomrelaxans hatást mutattak ki. Az emberekben végzett klinikai vizsgálatok ezt a hatásspektrumot megerősítették. A cinolazepám hatása a GABA-erg idegsejtek, különösen a limbikus rendszerben találhatók stimulálására vezethető vissza. A cinolazepám az elalvási időt lerövidíti, csökkenti a zaj miatt bekövetkező felébredések számát, meggyorsítja az esetleges felébredések utáni visszaalvást. Az átlagos alvástartam megnövekszik. A tipikus farmako-EEG a közepesen gyors béta-aktivitás növekedését és az alfa-aktivitás csökkenését mutatja.
Az orsó és a REM-fázisok csekély változást mutatnak

## Fordítás
- Ez a szócikk részben vagy egészben  a   Cinolazepam című angol Wikipédia-szócikk fordításán alapul.  Az eredeti cikk szerkesztőit annak laptörténete sorolja fel. Ez a jelzés csupán a megfogalmazás eredetét és a szerzői jogokat jelzi, nem szolgál a cikkben szereplő információk forrásmegjelöléseként.